# 王锐 (药物化学家)
王锐（1963年5月25日—），男，中国药物化学与多肽药物专家、政治人物、第十二届全国政协委员、十三届全国政协常委。

## 生平
毕业于兰州大学，曾先后担任兰州大学研究生院副院长、兰州大学基础医学院院长、校长助理。现任兰州大学副校长、中国医学科学院药物研究所执行所长。2017年11月，当选中国工程院院士，主要研究方向是多肽药物。